# シドニー・オリンピック・パーク・テニス・センター
シドニー・オリンピック・パーク・テニス・センター（Sydney Olympic Park Tennis Centre）は、オーストラリアのシドニーのシドニー・オリンピック公園内にあるテニス専用スタジアムである。

## 概要
2000年シドニーオリンピックに際し、テニス競技の開催場所として建設された。
全豪オープンの前哨戦として、毎年全豪オープンの前週に開催されていたシドニー国際の開催会場として広く知られている場所である。センター・コートには当地を代表するテニス選手であるケン・ローズウォールの功績を讃え、ケン・ローズウォール・アリーナと命名されている。最大収容能力は1万人。センター・コートのケン・ローズウォール・アリーナと、2千人収容可能なコートの計2面メインコートがあり、その他計7面の試合用コートと計6面の練習用コートで構成されている。2020年からはATPカップのシドニー会場として使用されている。

## ギャラリー

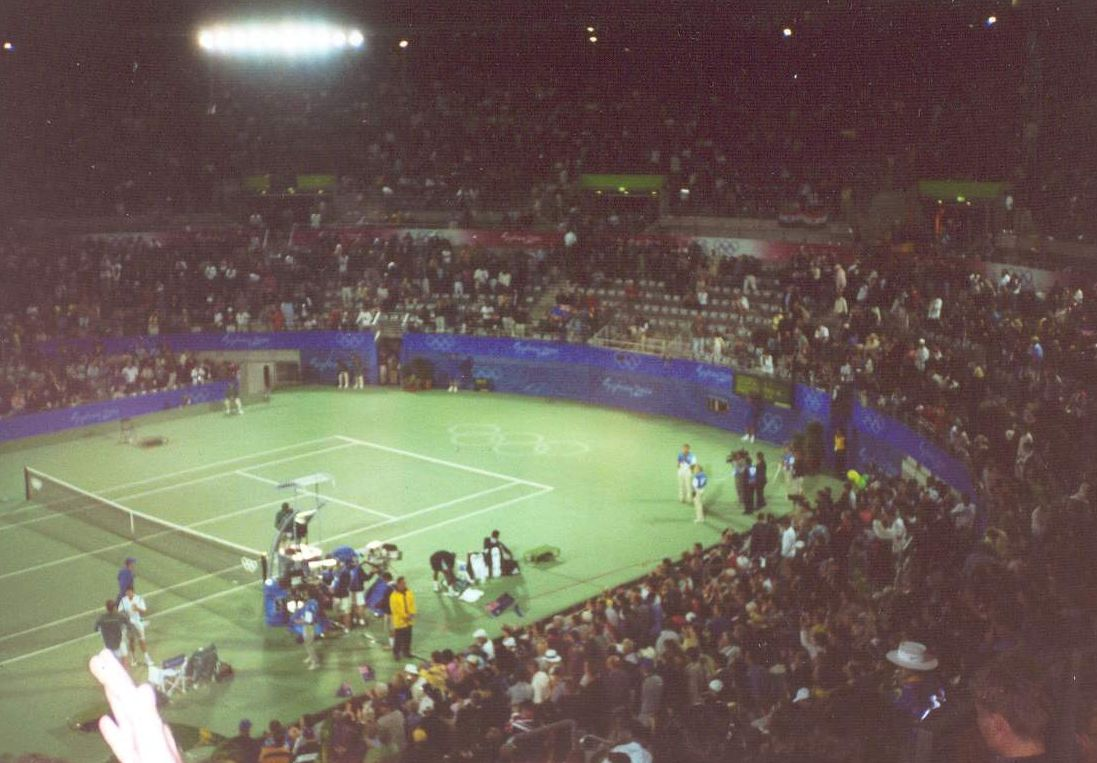
シドニーオリンピック時の様子